# Exsultate, jubilate
Exsultate, jubilate (KV. 165, K. 6 158a) (w oryginalnym rękopisie Exultate, jubilate – w wolnym tłumaczeniu „cieszcie się i radujcie”) – łaciński motet na sopran i orkiestrę napisany przez 17-letniego Wolfganga Amadeusa Mozarta. Tekst łaciński został napisany przez nieznanego autora. Ostatnia część tego utworu, to słynne, wirtuozerskie Alleluja, którego tekst zawiera tylko to jedyne słowo: „Alleluja”. Alleluja bywa śpiewane i nagrywane jako osobna pieśń.
Mozart skomponował ten utwór w Mediolanie, dla wybitnego kastrata Venanzio Rauzziniego podczas swej podróży do Włoch, w 1773 roku. Premiera Exsultate, jubilate odbyła się 17 stycznia w kościele św. Antoniego w Mediolanie.
Oprócz pierwotnej wersji utworu zwanej "Milano", istnieją dwie mniej znane wersje z 1779 r. zwane Salzburg 1 i Salzburg 2. W wersjach Salzburg odkrytych w 1979 r., zamiast obojów grają flety.
Mozart nazwał utwór motetem, mimo iż nie do końca odpowiada on definicji motetu. Chociaż nominalnie napisany do użytku liturgicznego, Exsultate, jubilate ma wiele cech wspólnych z włoskimi ariami koncertowymi tamtych czasów. Mozart połączył tu arie i recytatyw z trzyczęściową formą włoskiej symfonii, gdzie poszczególne części mają tempo: szybkie, wolne, szybkie.
Utwór rozpoczyna Allegro F-dur (Exsultate, Jubilate), potem, po recytatywie (Amica Fulget, Dies) następuje wolne i liryczne Andante (Tu virginum Corona) w tonacji A-dur. Ostatnia część Molto Allegro, znów w F-dur, jest błyskotliwym i sławnym Alleluja, śpiewanym przez wszystkie sławne soprany świata. Z racji traktowania niekiedy recytatywu jako samodzielnego elementu utworu, ma on według różnych źródeł 3 lub 4 części.
Obecnie utwór wykonywany jest przez soprany oraz 2 oboje (lub 2 flety), 2 rogi, 2 skrzypiec, altówkę, wiolonczelę, kontrabas i fagot.
Ze względu na sopranowy charakter utworu (który wymaga od wykonawcy swobodnego operowania w zakresie oktawy dwukreślnej i osiągnięcia w decydującym momencie c3 (c trzykreślnego) utwór w zasadzie nie jest wykonywany przez kontratenorów, których skala zazwyczaj kończy się na alcie bądź też mezzosopranie, rzadko osiągając skalę pełnego sopranu.
Utwór stał się znakiem rozpoznawczym amerykańskiego śpiewaka operowego Michaela Maniaci określanego mianem naturalnego kastrata (posiadającego małą, "sopranową" krtań).
Utwór mimo znacznej skali trudności jest nierzadko wykonywany przez tych chórzystów, którzy w późniejszym wieku przechodzą mutację głosu i w wieku 16, 15 a nawet 14 lat dysponują znacznymi umiejętnościami wokalnymi i warunkami fizycznymi umożliwiającymi wykonywanie tego typu utworów; wymienić tutaj można następujących wykonawców: Clint van der Linde (w wieku 16 lat), Lorin Wey (14 lat), Donald Collup (14 lat), Max Emanuel Cenčić, Richard Bonsall, Terry Wey. Zdarza się też, że utwór ten wykonują młode dziewczęta.

## Tekst
| (łac.) Exsultate, jubilate, o vos animae beatae, dulcia cantica canendo, cantui vestro respondendo, psallant aethera cum me. |
| Fulget amica dies, jam fugere et nubila et procellae; exorta est justis inexspectata quies. Undique obscura regnabat nox, surgite tandem laeti qui timuistis adhuc, et jucundi aurorae fortunatae frondes dextera plena et lilia date. |
| Tu virginum corona, tu nobis pacem dona, tu consolare affectus, unde suspirat cor. |
| Alleluja, alleluja! |